# Roberto Ávalos
Roberto Carlos Ávalos Pino (Santiago, Chile, 16 de junio de 1980) es un exfutbolista chileno que jugaba de volante de contención.

## Trayectoria
Surgido de las divisiones inferiores de Palestino, debutó en Primera división en 1997. Su carrera se vio interrumpida por casi cuatro años que paso en prisión. Tras cumplir íntegramente su condena, pudo volver al fútbol el 6 de febrero de 2007 jugando para Palestino,
equipo en el cual se mantuvo hasta 2013. Con el correr de los años se ha transformado en todo un referente en el cuadro tricolor, siendo uno de los jugadores más queridos por la hinchada de Palestino.
En 2015 tras jugar el primer semestre en Everton de Viña del Mar en la Primera B, vuelve a ser jugador de Palestino para la temporada 2015-16.

## Clubes
| Club                 | País  | Año       |
| -------------------- | ----- | --------- |
| Palestino            | Chile | 1997-2002 |
| → Barnechea (cedido) | Chile | 1998      |
| → Barnechea (cedido) | Chile | 1999-2001 |
| → San Luis (cedido)  | Chile | 2002      |
| Palestino            | Chile | 2007-2013 |
| Unión La Calera      | Chile | 2014      |
| Everton              | Chile | 2015      |
| Palestino            | Chile | 2015-2016 |